# Лиепиньш, Эдгар
Эдгар Лиепиньш (латыш. Edgars Liepiņš, 17 декабря 1929 — 13 сентября 1995) — советский и латвийский актёр театра и кино, эстрадный исполнитель.

## Биография
Родился 17 декабря 1929 года в Зелтинской волости Валкского уезда в крестьянской семье Яниса Лиепиньша. Брат — актёр Театра Дайлес Петерис Лиепиньш.
Окончил 1-ю Рижскую среднюю школу и Театральный институт Латвийской ССР (1951). После окончания учёбы был зачислен в труппу Молодёжного театра, носившего тогда название Государственный театр юного зрителя Латвийской ССР (1951—1989).
Играл романтические и героические роли, тяготел к комедии с элементами эксцентрической клоунады. С возрастом перешёл на исполнение характерных и трагических ролей.
В 70-е годы большую популярность имел использованный Эдгаром Лиепиньшем в телевизионных скетчах и эстрадных номерах образ Хуго Диегса — героя карикатур М. Рамане.
В сотрудничестве с композиторами Р. Паулсом, М. Браунсом и Ю. Кулаковым им были созданы вокальные эстрадные программы, представленные на суд зрителей в 1978, 1979, 1985 и 1988 годах.
В 1968 году на сцене Художественного театра сыграл роль Кристапа Кронеса в пьесе Паула Путниньша «Как делить Золотую богиню?».
За многолетнюю творческую работу был удостоен звания Народного артиста Латвийской ССР (1978).
Был трижды женат. В первом браке — на актрисе Бинуте Эзерниеце, во втором — на актрисе Велге Вилипе и в третьем — на актрисе Элите Крастине.
Ушёл из жизни 13 сентября 1995 года. Похоронен на Скултском кладбище в Лимбажском районе. На могиле установлен памятник работы скульптора Улдиса Курземниекса (1999).
Из литературного наследия можно отметить опубликованные в 2000 году дневники актёра, составившие книгу воспоминаний под общим названием «Мне больно от тишины и одиночества».
С 1996 года ежегодно в конце мая И. Скрастиньш и другие друзья и бывшие коллеги Эдгара Лиепиньша организуют вечер его памяти с концертом на эстраде в Саулкрасты, где вручается премия имени Э. Лиепиньша.

## Театральные работы

#### Государственный театр юного зрителя Латвийской ССР
- 1952 — «Королевство кривых зеркал» (латыш. "Greizo spoguļu karaļvalsts") Виталия Губарева и А. Успенского — Гурд
- 1953 — «Алёша Пешков» (латыш. "Aļoša Peškovs") Ольги Форш — Цыганок
- 1955 — «Гимназисты» (латыш. "Ģimnāzisti") Константина Тренёва — Жорж
- 1956 — «Золотой конь» (латыш. "Zelta zirgs") Райниса — Чужестранец
- 1957 — «Эмиль и берлинские мальчики» (латыш. "Emīls un Berlīnes zēni") Эриха Кестнера — Густав
- 1957 — «Поросль» (латыш. "Jaunaudze") Казиса Бинкиса — Петрс, Андрушис
- 1957 — «В поисках радости» (латыш. "Prieku meklējot") Виктора Розова — Николай
- 1958 — «Когда пылает сердце» (латыш. "Kad liesmo sirds") Яниса Анерауда — Имантс Упмалис
- 1959 — «Снежная королева» (латыш. "Sniega karaliene") Евгения Шварца — Сказочник
- 1959 — «И так и этак, всё ничего» (латыш. "Šis un tas itnekas") Яниса Акуратера — Охранник чародея Кениня и камердинер Лесного Великана
- 1962 — «Внуки Колумба» (латыш. "Kolumba mazdēli") Зигмунда Скуиня — Сприцис
- 1963 — «Спридитис» (латыш. "Sprīdītis") Анны Бригадере — Скряга
- 1966 — «Легенда об Уленшпигеле» (латыш. "Leģenda par Pūcesspieģeli") по роману Шарля де Костера — Тиль Уленшпигель
- 1968 — «Дистанция без финиша» (латыш. "Distance bez finiša") Трумена Капоте — Дик Хикок
- 1969 — «Хоро» (латыш. "Kāzas") Антона Страшимирова — Начальник полиции
- 1974 — «Дети капитана Гранта» (латыш. "Kapteiņa Granta bērni") по роману Жюля Верна — Паганель
- 1975 — «Иванов» (латыш. "Ivanovs") А. П. Чехова — Шабельский
- 1976 — «Питер Пэн» (латыш. "Pīters Pens") Джеймса Барри — Капитан Джеймс Крюк
- 1977 — «Розовый слон» (латыш. "Rozā zilonis") Миервалдиса Бирзе — Бертулис Сунепс
- 1977 — «История одного покушения» (латыш. "Stāsts par kādu atentātu") Семёна Лунгина и Ильи Нусинова — Белый клоун
- 1979 — «Пер Гюнт» (латыш. "Pērs Gints") Генрика Ибсена — Доврский старец
- 1979 — «Лес» Александра Островского — Аркадий Счастливцев[источник не указан 3748 дней]
- 1980 — «Весна» (латыш. "Pavasaris") Оскара Лутса — Либле
- 1981 — «Ожидание праздника» (латыш. "Gaidīšanas svētki") Паула Путниньша — Алмантс

## Фильмография
- 1957 — Сын рыбака — Эдгар Бандерс
- 1967 — Дышите глубже
- 1968 — 24-25 не возвращается — Климов
- 1970 — Насыпь — эпизод
- 1971 — В тени смерти
- 1971 — Тростниковый лес — Квелде
- 1973 — Вей, ветерок!
- 1977 — Мальчуган — хромой Юркс
- 1977 — Красные дипкурьеры — пьяница в ресторане
- 1977 — Будьте моей тёщей! — жулик
- 1979 — Голубой карбункул
- 1979 — Незаконченный ужин — Бертиль Улоф Эмануель Свенсон
- 1980 — Три дня на размышление — заведующий часовой мастерской, где работает Дуршис
- 1981 — Американская трагедия — Тайтус Олден
- 1981 — На грани веков — эпизод
- 1981 — Сказка, рассказанная ночью — эпизод
- 1982 — Забытые вещи — Эдгар
- 1982 — Самая длинная соломинка — Мурский
- 1982 — Краткое наставление в любви — певец на ярмарке
- 1984 — Долг в любви — Жанис
- 1987 — Если мы всё это перенесём…
- 1988 — Виктория — эпизод